# Phoenix Program

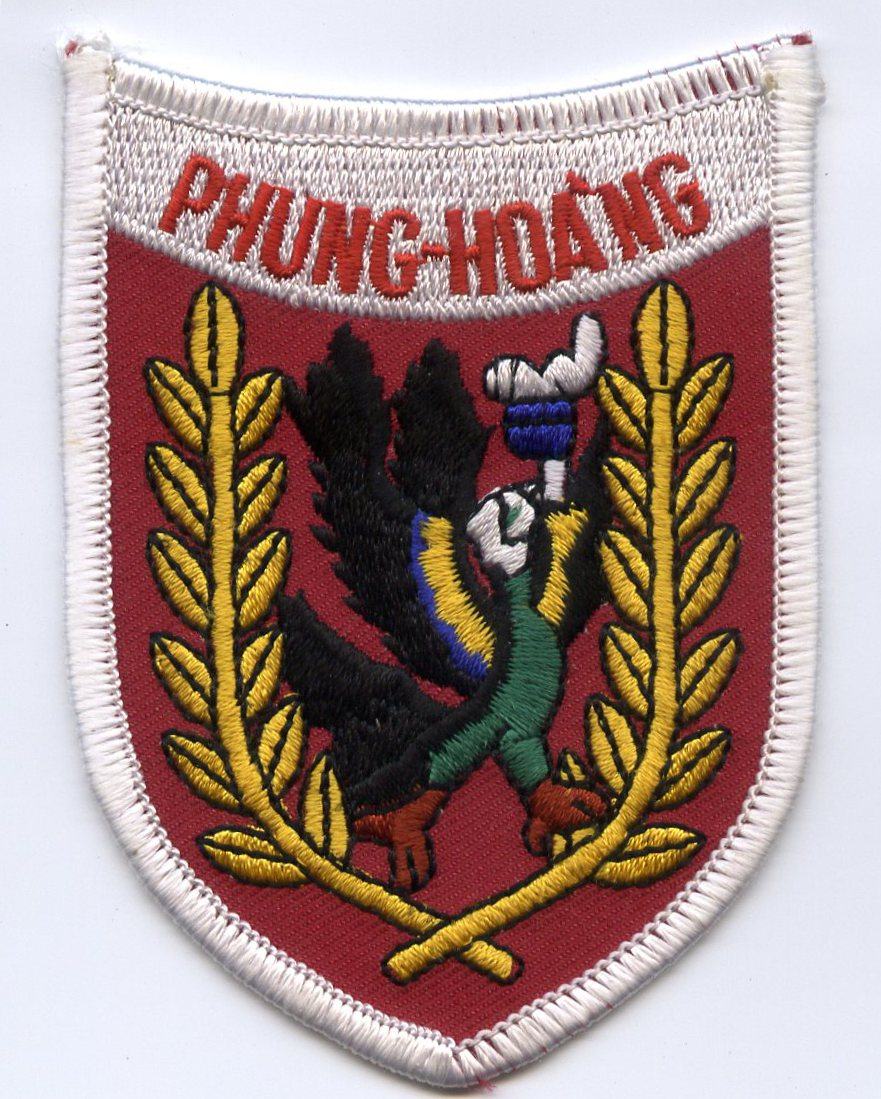
Distintivo originale non adottato ufficialmente

Il Phoenix Program (in vietnamita Chiến dịch Phụng Hoàng, in riferimento al Fenghuang) è stato un programma progettato, coordinato ed eseguito dalla CIA, dalle forze speciali statunitensi, da forze speciali operative provenienti dall'Australian Army Training Team Vietnam e dai servizi di sicurezza della Repubblica del Vietnam durante la guerra del Vietnam allo scopo di identificare e neutralizzare (attraverso infiltrazione, cattura, terrorismo, tortura ed assassinio) l'infrastruttura del Fronte Nazionale di Liberazione del Vietnam del Sud (comunemente noto come Viet Cong). La CIA stessa lo descrisse come "un insieme di programmi che cercavano di attaccare e distruggere l'infrastruttura politica del Viet Cong".
Le due componenti principali del programma erano le Provincial Reconnaissance Units (identificate con la sigla "PRUs", cioè "Unità provinciali di ricognizione") e i centri regionali di interrogatorio; le prime, nello specifico, dovevano uccidere o catturare i sospetti membri dell'NLF e i civili che si pensava conoscessero le attività dell'NLF. Molte persone furono condotte nei centri di interrogatorio e spesso torturate allo scopo di ottenere informazioni sulle attività Vietcong nell'area e le informazioni così estorte venivano passate ai comandanti militari, che le avrebbero usate per affidare alle PRUs ulteriori missioni di cattura ed assassinio. Il programma fu attivo tra il 1965 ed il 1972 ma simili iniziative si registrarono sia prima che dopo tale periodo.
Gli uomini del Phoenix neutralizzarono circa 81700 sospetti agenti, informatori o simpatizzanti NLF, dei quali persero la vita un numero compreso tra 26000 e 41000. L'87% dei decessi attribuiti al Phoenix Program si è verificato durante operazioni militari convenzionali da parte delle forze statunitensi e sudvietnamite. Secondo le autorità USA e la CIA, tra il 1969 e il 1971 il programma raggiunse significativamente il proprio obiettivo di distruggere l'infrastruttura NLF in molte aree importanti.

## Storia

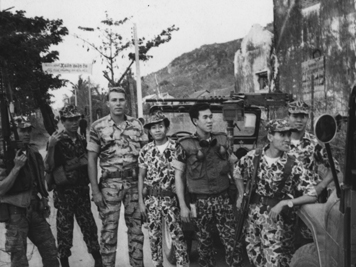
Luglio 1968, partecipanti al Phoenix Program

I centri di interrogatorio e le PRUs furono sviluppate dal capo stazione CIA di Saigon Peter DeSilva. DeSilva era fautore di una strategia militare nota come "contro terrore" che considerava il terrorismo come uno strumento legittimo nella guerra non convenzionale, da applicare strategicamente ai "civili nemici" allo scopo di ridurre il sostegno fornito ai vietcong dalla popolazione. Le PRUs erano state progettate partendo da tale principio, ed iniziarono a terrorizzare i vietcong nel 1964. In origine, le PRUs erano conosciute come squadre "Contro Terrore", ma vennero ribattezzate "Provincial Reconnaissance Units" quando i capi della CIA "iniziarono a paventare la pubblicità negativa che accompagnava l'uso della parola 'terrore' ".
Nel 1967 tutte le iniziative statunitensi di "pacificazione" erano state poste sotto l'autorità del Civil Operations and Revolutionary Development Support ("Supporto alle operazioni civili e allo sviluppo rivoluzionario") (CORDS). Il CORDS comprendeva vari programmi, tra cui la creazione di una milizia rurale che nel 1971 contava circa 500 000 appartenenti.
Sempre nel 1967, in seno a CORDS fu creato l'Intelligence Coordination and Exploitation Program ("Programma di coordinamento e sfruttamento delle informazioni") (ICEX), da un piano tracciato da Nelson Brickham e parzialmente ispirato a Counterinsurgency Warfare (1964), di David Galula, un libro basato sull'esperienza dell'autore nella guerra d'Algeria, che suscitò viva impressione su Brickham, al punto da condizionarne l'operato in Vietnam. Lo scopo dell'organizzazione si focalizzò sulla raccolta di informazioni intorno all'NLF. Fu successivamente ridenominato Phoenix lo stesso anno. Il programma sudvietnamita fu chiamato Phụng Hoàng (l'equivalente cinese della fenice), con riferimento ad un mitologico uccello che simboleggiava prosperità e fortuna. L'offensiva del Têt (1968) mostrò l'importanza dell'infrastruttura dell'NLF, e lo scacco militare patito dagli americani ebbe l'effetto di rendere più accettabile l'adozione del nuovo programma. Nel 1970 vi erano 704 consulenti Phoenix USA sparsi per il Vietnam del Sud.
Ufficialmente, le operazioni di Phoenix continuarono sino a dicembre del 1972, benché certi aspetti siano perdurati fino alla caduta di Saigon nel 1975.

## Operazioni
L'aspetto principale del Phoenix Program era la raccolta di informazioni. I membri dell'NLF dovevano essere neutralizzati (catturati, convertiti o uccisi). Gli attori principali per l'esecuzione del programma erano le forze di polizia e le milizie del governo locale, piuttosto che le forze armate. Lo storico Douglas Valentine afferma che "l'aspetto centrale di Phoenix è il fatto che prendeva di mira i civili, non i soldati."
La neutralizzazione avveniva in forza di leggi speciali che permettevano di arrestare e perseguire i sospetti comunisti. Per evitare abusi ed accuse false per ragioni personali, o per tenere a freno troppo zelanti agenti che potevano non essere abbastanza scrupolosi nella ricerca di prove prima di fare arresti, le leggi richiedevano tre separate fonti di prova per condannare un soggetto potenzialmente “neutralizzabile“. Se il sospetto (o la sospetta) appartenente all'NLF veniva trovato colpevole, poteva essere trattenuto in prigione per due anni, rinnovabili altre due volte per un massimo di sei anni. Secondo la Direttiva 381-41 del Military Assistance Command, Vietnam, l'intento di Phoenix era attaccare l'NLF con un "approccio del tiro di precisione piuttosto che di sparo nel mucchio per colpire i leader politici, gli elementi di comando/controllo e gli attivisti della VCI."
Le brutali operazioni — come accerchiamenti e rastrellamenti di zone scelte a caso, diffuse e prolungate detenzioni di civili innocenti e sparatorie ingiustificate — ebbero un effetto negativo sulla popolazione civile. Le informazioni derivanti dagli interrogatori venivano spesso usate per condurre missioni "cerca e distruggi", tendenti cioè all'individuazione dei membri NLF ed alla distruzione dei villaggi che davano loro assistenza.

### Tortura
I metodi di tortura usati nei centri di interrogatorio comprendevano:
L'agente dei servizi segreti militari K. Milton Osborne testimoniò l'uso di tortura come segue:
Secondo un ex agente CIA pochi dei detenuti interrogati sopravvivevano — per lo più erano torturati fino alla morte, e quelli che sopravvivevano alle sedute di tortura erano generalmente uccisi in seguito. La tortura di solito era eseguita dai sudvietnamiti mentre CIA e forze speciali giocavano un ruolo di supervisione.

### Omicidi mirati
Le operazioni di Phoenix spesso miravano ad assassinare gli obiettivi, o ne determinavano la morte in altro modo. Le unità PRU spesso precedevano la resistenza nelle aree contese, e spesso agivano secondo il principio di sparare per primi. A volte venivano anche uccisi dei civili innocenti. William Colby asserì che il programma non legittimò mai la "premeditata uccisione di un civile in una situazione di non-combattimento," ed altri esponenti delle forze armate dichiararono che catturare membri dell'NLF era più importante che ucciderli. Il tenente Vincent Okamoto, che aveva operato nel Phoenix Program per due mesi nel 1968 come ufficiale alle informazioni-collegamento e fu decorato con la Distinguished Service Cross disse:

## Effetto strategico
Secondo i resoconti ufficiali americani tra il 1968 e il 1972 Phoenix "neutralizzò" 81 740 persone sospettate di appartenere all'NLF, di cui 23 369 furono uccise. Nel 1970 i piani comunisti (secondo il parere della stessa CIA) si prefissero ripetutamente di attaccare il programma di pacificazione governativo prendendo di mira specificamente i capi di Phoenix. L'NLF arrivò a stabilire delle quote. Nel 1970, per esempio, i capi comunisti intorno a Đà Nẵng nella parte settentrionale del Vietnam del Sud ordinarono ai loro sicari di "uccidere 400 persone" ritenute "tiranni" del governo e di "annichilire" qualsiasi elemento impegnato nel programma di pacificazione. Molte autorità nordvietnamite avevano rilasciato dichiarazioni sull'efficacia di Phoenix. William Colby affermò: "a partire dal 1975, avevo sentito diverse fonti sui comunisti nord e sudvietnamiti che riferiscono, che soprattutto dichiarano a sé stessi, che il periodo più duro da loro affrontato in tutto il periodo bellico ta il 1960 e il 1975 è stato il periodo tra il 1968 e il 1972, quando operava il Phoenix Program". La CIA asserì che mediante Phoenix fu possibile apprendere identità e struttura della VCI in ogni provincia.
Non tutte le fonti sono però così favorevoli al programma, che per altro funzionava anche (e soprattutto) grazie ad informatori prezzolati (anche tratti dal sottobosco criminale) e testimonianze del governo sud vietnamita (che era governato da fazioni in lotta tra loro, con la tendenza ad accusare i membri della fazione rivale di doppiogiochismo con il nemico per liberarsi di pericolosi rivali). Quindi una quota molto elevata, soprattutto nei primi anni, di "neutralizzati" era composta da innocenti vittime di rivalità locali. Va rimarcato come il programma non sia mai riuscito a informare decentemente le forze USA delle offensive imminenti, a cominciare da quella del Tet, il che è piuttosto sconfortante per un programma di spionaggio su così vasta scala. Inoltre va anche rimarcato come i metodi, basati sull'uso estensivo della tortura e gli omicidi mirati, siano derivati da quelli francesi in Algeria e Indocina e da quelli tedeschi sul fronte orientale/balcanico della seconda guerra mondiale: ovvero siano derivati da celebri e colossali fallimenti, anche informativi.
Secondo i dati raccolti da Nick Turse nel 1969 il programma produsse non meno di 19.534 "neutralizzazioni", di cui 4.832 assassinate e le altre internate. Di questi però solo 150 erano fuori dubbio quadri del FLN o infiltrati nord-vietnamiti, probabilmente altrettanti erano parenti stretti di Viet Cong classificabili come quadri (inclusi alcuni minori), il resto era ripartito tra "danni collaterali", simpatizzanti di sinistra (ma non necessariamente del FLN), simpatizzanti del FLN, rivali politici di ufficiali e politici sud-vietnamiti, o Viet Cong di bassissimo livello. Anche il reduce Vincent Okamoto (decorato con il Distinguished Service Cross per la sua partecipazione al programma) ritiene che il Phoenix program fosse classificabile come "violenza incontrollata" e "omicidi all'ingrosso", mentre anche William Colby (direttore del programma e futuro direttore della CIA), riflettendo sul primo biennio dell'operazione la definì eterodiretta dai funzionari del governo di Saigon che "usavano il programma contro i loro nemici personali", affermò però che entro il 1971 erano state sicuramente uccise almeno 20.587 persone, molte delle quali solo per questo motivo.
Il programma quindi si rivelò anche controproducente, perché spinse i simpatizzanti di sinistra vietnamiti sopravvissuti alle torture o alla morte dei loro compagni a radicalizzarsi rapidamente verso il FLN, liquidò buona parte dell'opposizione politica democratica del governo di Saigon ed eliminò ogni possibilità di costruire una terza forza politica nel paese, senza, di contro, eliminare una quantità rilevante di quadri politici comunisti, né influire sulla loro popolarità (anzi forse accrescendola e facendoli apparire come ancora più inafferrabili e pericolosi), né riuscendo a controllare e sradicare i gruppi dormienti comunisti che, dopo il 1970, crebbero a dismisura in tutto il paese, impiantando reti di azione politica, reclutamento, spionaggio e controinformazione formidabili e, in buona parte, sconosciute alle autorità americane, come si vide chiaramente negli anni finali del conflitto. (cfr. Nick Turse, Così era il Vietnam, Spara a tutto ciò che si muove, Milano 2015, pp. 250–251 e ss.)

## Reazioni dell'opinione pubblica e procedimenti legali
Una delle prime persone a criticare pubblicamente Phoenix fu Ed Murphy, un attivista di Staten Island, nel 1970.
Alla fine ci fu una serie di audizioni del Congresso. Nel 1971, nella giornata finale di audizione su U.S. Assistance Programs in Vietnam ("Programmi statunitensi di assistenza in Vietnam"), K. Milton Osborn, già membro delle forze armate, descrisse il Phoenix Program come un "improduttivo spersonalizzato programma di assassinio." Di conseguenza, il comando militare in Vietnam emanò una direttiva che ribadiva che aveva basato la campagna anti-VCI sulla legge sudvietnamita, che il programma era conforme alle leggi di guerra terrestre e che il personale USA aveva la responsabilità di denunciare le violazioni di legge.
Gli abusi furono frequenti. In molti casi, vietnamiti che avevano dell'astio verso qualcuno denunciavano gli avversari come "VC" ("vietcong") per farli uccidere dai militari USA. Spesso i capi di Phụng Hoàng erano burocrati incompetenti che sfruttavano la posizione per arricchirsi. Phoenix cercò di risolvere il problema stabilendo quote mensili di neutralizzazioni, ma sovente ne derivarono menzogne o, peggio, detenzioni illegali. In alcuni casi, le autorità locali accettavano mazzette dall'NLF per rilasciare certi sospetti.
Dopo che gli abusi del Phoenix Program cominciarono a suscitare pubblicità negativa, il programma fu ufficialmente accantonato. Tuttavia, "diversi giornali contrari alla guerra" affermarono che un altro programma di analoga natura, dal nome in codice "F-6", era stato avviato nello stesso momento in cui Phoenix veniva archiviato.